# Hercule de Rohan-Montbazon
Hercule de Rohan (27 août 1568-16 octobre 1654), comte de Rochefort puis deuxième duc de Montbazon, est un noble français du XVIe siècle, de la Maison de Rohan.

## Biographie

### Origines
Il est le troisième fils de Louis VI de Rohan-Guéméné et de sa première femme Éléonore de Rohan-Gié dame de Rochefort-en-Yvelines, fille de François sire de Gié. Il est d'abord connu sous le titre de comte de Rochefort (Rochefort-en-Yvelines), avant d'être créé duc de Montbazon et pair de France, à la suite de son frère Louis VII en 1595.

### Au service des Rois de France
Serviteur zélé d'Henri III et d'Henri IV, il prend part à la bataille d'Arques (1589), pendant laquelle il est blessé.
Il est battu par Philippe-Emmanuel de Lorraine, duc de Mercœur à la Bataille de Craon en 1592. Montbazon ayant eu son cheval tué sous lui à cette bataille, mais remonté, fut blessé en revenant à l'ennemi.
« Le perfide de Montbazon, Pour bien marcher du pié à terre, A mis en honneur sa maison Et la gardera du tonnerre, Sy son parain, M: Sainct Pierre, Veult exaucer son oraison. Il nest que dalller.
Michel Luette, Pique-mouches, 1592 »
Le 5 janvier 1597, il est fait chevalier des ordres du Roi (ordre du Saint-Esprit et ordre de Saint-Michel). Il se signale en d'autres occasions, notamment pendant le Siège d'Amiens (1597).
Lieutenant général en Bretagne et gouverneur de Nantes en 1598, il se distingue la même année lors de l'attaque des faubourgs de Tours, contre les partisans de la Ligue.
Il est grand veneur de France de 1602 à 1643, puis lieutenant-général en Picardie et gouverneur d'Amiens à partir de 1616, gouverneur et lieutenant-général de l'Île-de-France et gouverneur de Paris, Soissons, Noyon, Coucy et Chauny (1619-1654).
Présent dans le carrosse royal, Hercule est blessé à la manche lors de l’assassinat d’Henri IV par Ravaillac le 14 mai 1610, en tentant de s'interposer. Il commande la procession funéraire du cœur d'Henri IV
Il meurt au château de Couzières à Veigné à l'âge de 86 ans. il est enterré à Rochefort-en-Yvelines en France.

## Descendance
Il se marie en 1594 à Madeleine de Lenoncourt (née en 1576 - morte subitement le 28 août 1602), veuve de son frère aîné Louis VII de Rohan-Guéméné premier duc de Montbazon, fille d'Henri III de Lenoncourt seigneur de Coupvray et de Françoise de Laval-Bois-Dauphin, la demi-sœur du maréchal Urbain Ier de Bois-Dauphin (le père de ces derniers, René II de Laval-Bois-Dauphin, avait d'abord épousé Catherine de Baïf, d'où Françoise de Laval ; puis Jeanne de Lenoncourt, sœur d'Henri III, d'où le maréchal Urbain : Jeanne et Henri III de Lenoncourt étaient nés d'Henri II de Lenoncourt et de Marguerite de Broyes, dame de Nanteuil-le-Houdouin et Pacy-en-Valois ; Françoise de Laval, femme d'Henri III de Lenoncourt et fille de René II de Laval, était donc la belle-sœur de sa belle-mère Jeanne de Lenoncourt ! Pour compléter l'imbroglio familial, Louis VI de Rohan-Guéméné, le père de notre Hercule, veuf d'Éléonore de Rohan-Gié, épousa en secondes noces ladite Françoise de Laval-Bois-Dauphin, elle-même veuve d'Henri III de Lenoncourt : Madeleine de Lenoncourt fut donc trois fois la belle-fille de Louis VI de Rohan-Guéméné : deux fois comme bru en épousant ses fils Louis VII puis Hercule de Rohan, puis une troisième fois dans l'autre sens du mot, comme fille du premier lit de Françoise de Laval — la deuxième femme de Louis VI).
Ils eurent deux enfants :
- Louis VIII (1598-† 1667), prince de Guémené et troisième duc de Montbazon, moins célèbre par lui-même que par sa femme et cousine germaine, Anne de Rohan (1606-1685) (fille de Pierre de Rohan-Guéméné, autre frère aîné d'Hercule) et leur malheureux fils, le chevalier de Rohan, frère cadet de leur autre fils Charles II, quatrième duc de Montbazon et prince de Guéméné († 1699), qui continua la branche des Rohan-Guéméné-Montbazon
- Marie (1600-1679), qui deviendra la célèbre duchesse de Chevreuse par son deuxième mariage avec Claude de Guise (1578-1657) fils du Balafré (postérité féminine sur une génération). Par son premier mariage avec le connétable-duc de Luynes (1578-1621), elle est souche des ducs de Luynes et de Chevreuse de la Maison d'Albert

Le 5 mars 1628, il épouse en secondes noces, Marie d'Avaugour, fille du comte de Vertus et de Goëlo Claude Ier de Bretagne d'Avaugour, qui devient la fameuse duchesse de Montbazon, une des femmes les plus belles et les plus décriées de son temps. Ils eurent :
- Marie-Éléonore (née en 1629 - morte à 53 ans le 8 avril 1682), abbesse de La Trinité de Caen, puis devient abbesse de Malnoüe (oraison funèbre du 11 avril 1682 en l'église des religieuses bénédictines du Prieuré de Chasse-Midy, où elle est enterrée) [7].
- François (1630-1712), premier prince de Soubise par sa femme Anne Julie de Rohan-Chabot dame de Soubise, père du prince et du cardinal de Rohan : souche des Rohan-Soubise
- Anne (née en 1640 - morte à 44 ans le 29 octobre 1684), qui a été la seconde femme de son neveu le duc de Luynes, fils de sa demi-sœur Marie ci-dessus, dont elle a eu le comte d'Albert, le chevalier de Luynes et plusieurs filles, toutes mariées.